# Спарне

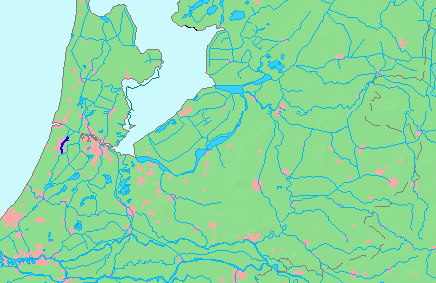
Река Спарне выделена тёмно-синим цветом.

Спарне (нидерл. Spaarne) — река в провинции Северная Голландия в Нидерландах. Спарне соединяет канал Рингварт и ветку канала Нордзе-канал. Эта река протекает через города Харлем, Хемстеде и Спарндам.
Рвы вокруг Харлема впадают в Спарне как исторические каналы.
Название реки вероятно происходит от древненидерландского слова Spier, которое обозначало тростник.
Правый приток Спарне — река Лиеде.

## История
Раньше река вытекала из Харлеммермера и впадала в бухту Эй и простиралась от залива Зёйдерзе до общины Велзен. В XIII веке в устье реки была построена плотина со шлюзами. Позднее на том месте было основано поселение Спарндам.
В 1850—1853 годах озеро Харлеммермер было осушено и превращено в польдер. Спарне стала притоком канала Рингварт. Река стала мельче и потеряла бо́льшую часть расхода воды.
После завершения работы над Нордзе-каналом в 1876 году, большинство земель в бухте Эй были превращены в польдеры. Для организации стока и осуществления судоходства по реке Спарне используются несколько вспомогательных каналов.

## Достопримечательности
У истока реки, на стыке Спарне и Рингварт, находится Музей Крюкиуса. Этот музей находится на территории старой насосной станции 1850 года. Паровые машины на станции некогда использовались для осушения озера Харлеммермер.
У города Хемстеде, у берега реки находится одноимённый замок. Дворец был построен в середине XVII века.
В центре Харлема у берегов реки находятся несколько исторических сооружений, среди которых важница Ваг, здание Королевского голландского общества наук, Музей Тейлора, Дворик Тейлора, ветряная мельница Де-Адриан и другие.